# Stanley Cohen (socjolog)
Stanley Cohen (ur. 23 stycznia 1942 w Johannesburgu, zm. 7 stycznia 2013) – socjolog i kryminolog. Profesor socjologii na London School of Economics w latach 1995-2005. 

## Życiorys
Wychowywał się w Johannesburgu w Południowej Afryce, gdzie rozpoczął studia na University of the Witwatersrand.
W 1963 roku przeprowadził się do Wielkiej Brytanii. W tym samym roku ożenił się z Ruth Kretzmer (zmarła w 2003 roku), z którą posiadał dwie córki. Pracował w Durham University, a także University of Essex. W 1980 roku wraz z rodziną opuścił Wielką Brytanię, udając się do Izraela, gdzie został dyrektorem wydziału kryminologii na Uniwersytecie Hebrajskim w Jerozolimie. Zaczął tam działać również na rzecz praw człowieka w konflikcie izraelsko-palestyńskim.
W 1996 roku wykryto u niego chorobę Parkinsona. Zmarł w wieku 70 lat

## Publikacje
Publikacje Stanleya Cohena dotyczyły teorii kryminologiczne, więzień, kontroli społecznej, polityki wymiaru sprawiedliwości w sprawach karnych, przestępczość nieletnich, środków masowego przekazu, przestępczości politycznej i łamania praw człowieka. Jego prace to między innymi:
- „Images of Deviance", 1971
- „Folk Devils and Moral Panics: the making of the mods and rockers" , 1972
- „Psychological Survival: the experience of long-term imprisonment" 1973
- „Escape Attempts", 1977
- „The Manufacture of News" (with Jock Young), 1977
- „Social Control and the State", 1983
- „Visions of Social Control (1985); and Against Criminology", 1988
- „States of Denial: knowing about atrocities and suffering", 2011